# Billie Eilish: Thế giới mơ hồ
Billie Eilish: Thế giới mơ hồ (tên gốc tiếng Anh: Billie Eilish: The World's a Little Blurry) là phim tài liệu của Mỹ năm 2021 do R. J. Cutler đạo diễn với nội dung xoay quanh ca sĩ-người viết bài hát Billie Eilish. Bộ phim tiết lộ phần hậu trường của quá trình sáng tạo album phòng thu đầu tay When We All Fall Asleep, Where Do We Go? của Eilish, với phần tựa đề phim lấy từ một dòng trong lời bài hát "Ilomilo". Phim được công ty Neon phân phối tới một số rạp chiếu tại Mỹ và trên nền tảng Apple TV+ vào ngày 26 tháng 2 năm 2021.

## Nội dung
Bài hát "Ocean Eyes" của Eilish đã thu hút được nhiều sự chú ý, lan truyền trên SoundCloud và bắt đầu được phát sóng trên đài phát thanh. Ba năm sau khi thu âm bài hát, Billie có chuyến lưu diễn tại một địa điểm nhỏ ở Thành phố Salt Lake. Sau khi nhìn thấy một người hâm mộ bị thương, cô ấy nhắc nhở khán giả của mình rằng họ cũng đang phải trải qua những khoảng thời gian giống như cô.
Billie và anh trai Finneas của cô ở trong phòng ngủ thu âm bài hát "Bury a Friend". Billie cho xem một cuốn sổ ghi chép các hình vẽ, lời bài hát cũng như ý tưởng của cô ấy về video âm nhạc cho “When the Party's Over”. Khi quay video Billie đã cảm thấy thất vọng vì nhiều lỗi khác nhau. Sau khi quay, Billie giải thích rằng cô muốn tự mình đạo diễn các video âm nhạc khác của mình. Sau đó, Billie và Finneas thu âm phần giới thiệu album liên quan đến Invisalign của Billie và sau đó thảo luận về quá trình thu âm bài hát “Bad Guy”. Billie và Finneas tập bài hát "I Love You" trong phòng ngủ. Sau đó, họ thu âm bài hát "My Strange Addiction". Billie và nhóm của cô thảo luận về việc hoàn thành album và thu âm phần còn lại của các bài hát. Billie và Finneas sau đó đã thu âm bài “All the Good Girls Go to Hell”, bài hát mà Billie mô tả là rất "kinh khủng". Billie bày tỏ sự thất vọng về thời gian còn lại để hoàn thành album đồng thời cảm thấy giọng hát của mình đang có vấn đề. Trong khi đang thu âm bài “Wish You Were Gay”, Billie và Finneas đã tranh luận về khả năng tiếp cận âm nhạc của cô, điều này dẫn tới một cuộc tranh cãi liên quan đến Maggie. Billie sau đó đã tỏ thái độ chán nản với việc sáng tác. Sau khi hoàn thành album, Billie xuất hiện trên chương trình Kevin & Bean và phát một video thể hiện tình yêu của cô dành cho Justin Bieber năm 12 tuổi.

## Sản xuất
Việc ghi hình cho bộ phim bắt đầu từ năm 2018 và hoàn thiện vào đầu năm 2020. The Hollywood Reporter viết vào tháng 12 năm 2019 rằng bộ phim được phát triển với kinh phí trong khoảng từ 1 triệu đến 2 triệu USD. Tạp chí này cũng cho biết bộ phim được định giá 25 triệu USD trước khi được Apple TV+ mua lại, nhưng thông tin này sau đó đã bị đội ngũ của Eilish phủ nhận.

## Phát hành
Billie Eilish: Thế giới mơ hồ được chính thức xác nhận trên các trang mạng xã hội chính thức của Eilish vào ngày 28 tháng 9 năm 2020. Tuy nhiên thông tin về phim tài liệu này đã nhen nhóm và gây chú ý từ cuối năm 2019, đặc biệt sau khi Eilish có đem bộ phim này ra thảo luận trong một số buổi phỏng vấn với báo chí vào đầu năm 2020.
Phim được công ty Neon phân phối tới một số rạp chiếu tại Mỹ dưới định dạng IMAX và trên nền tảng Apple TV+ vào ngày 26 tháng 2 năm 2021.

## Đánh giá chuyên môn
Trên hệ thống tổng hợp kết quả đánh giá Rotten Tomatoes, phim nhận được 98% lượng đồng thuận dựa theo 93 bài đánh giá, với điểm trung bình là 7,3/10. Các chuyên gia của trang web nhất trí rằng, "Billie Eilish: Thế giới mơ hồ cho chúng ta một cái nhìn tươi sáng – và đôi khi cũng hơi khó chịu – về hậu trường của một ngội sao trẻ đang lên." Trên trang Metacritic, phần phim đạt số điểm 72 trên 100, dựa trên 21 nhận xét, chủ yếu là những lời khen ngợi.